# Dunedin
Dunedin (maori: Ōtepoti) é a segunda maior cidade da Ilha Sul da Nova Zelândia e a principal cidade da região de Otago. É a setima maior cidade em população do país, com 111.565 habitantes (2008), a maior em tamanho a quinta maior área urbana da Nova Zelândia. Por razões históricas e culturais e pela sua localização, Dunedin é considerado um dos quatro centros principais do país, embora Hamilton tenha mais população.
A cidade encontra-se nas colinas e vales que rodeiam o Porto de Otago. O porto e as colinas são o que resta de um vulcão extinto. É nesta cidade que se encontra a Universidade de Otago, uma das mais prestigiadas da Oceania.

## Cultura

### Esportes

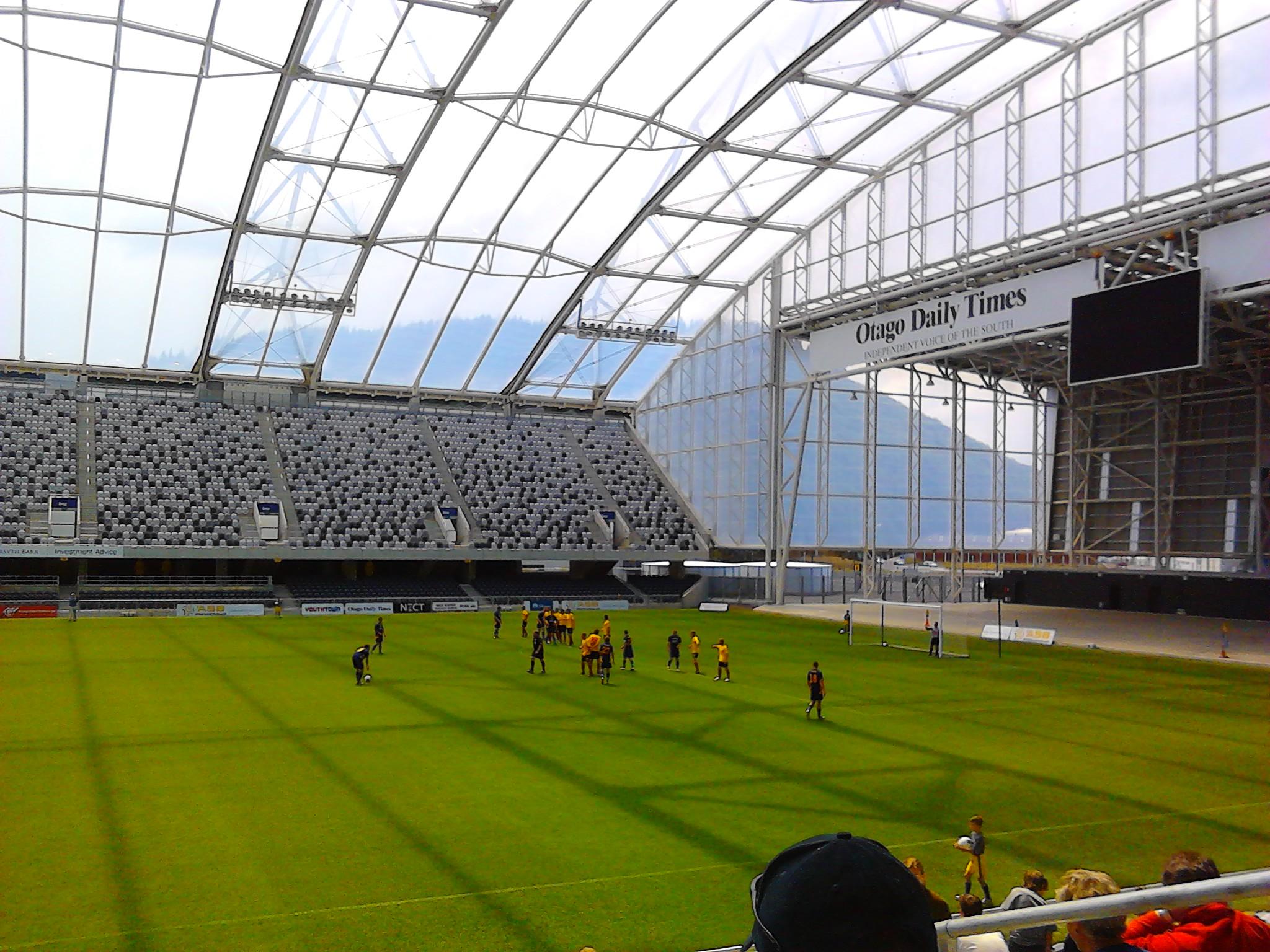
Forsyth Barr Stadium.

O time de rugby da cidade é o Highlanders da liga Super Rugby, eles jogam no maior estádio da cidade, o Forsyth Barr Stadium.

## Atracções

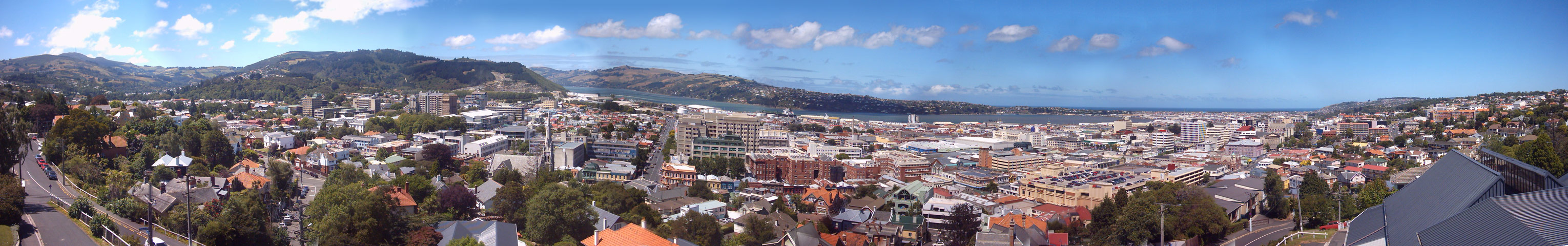
Vista panorâmica de Dunedin.

- Estação de Comboios de Dunedin
- Castelo de Larnach
- Castelo de Cargill
- Cadbury World
- Olveston
- Carisbrook
- Secundária dos Rapazes de Otago
- Universidade de Otago
- Teatro da Fortuna
- Edifício da Allied Press
- O Octágono (centro de Dunedin)
- Baldwin Street

### Museus
- Museu de Otago
- Museu dos Povoadores de Otago
- Galeria de Arte Pública de Dunedin

### Igrejas
- Catedral de São Paulo
- Primeira Igreja
- Igreja de Knox
- Catedral de São José
- Igreja Presbiteriana de Kaikorai
- Igreja de Jesus Cristo dos Santos dos Últimos Dias
- Igreja de Baptismo de Hanover Street
- Igreja da Trindade - o actual Teatro da Fortuna

## Clima
| Gráfico climático para Dunedin                 | Gráfico climático para Dunedin | Gráfico climático para Dunedin | Gráfico climático para Dunedin | Gráfico climático para Dunedin | Gráfico climático para Dunedin | Gráfico climático para Dunedin | Gráfico climático para Dunedin | Gráfico climático para Dunedin | Gráfico climático para Dunedin | Gráfico climático para Dunedin | Gráfico climático para Dunedin |
| ---------------------------------------------- | ------------------------------ | ------------------------------ | ------------------------------ | ------------------------------ | ------------------------------ | ------------------------------ | ------------------------------ | ------------------------------ | ------------------------------ | ------------------------------ | ------------------------------ |
| J                                              | F                              | M                              | A                              | M                              | J                              | J                              | A                              | S                              | O                              | N                              | D                              |
| 74 19 11                                       | 61 19 11                       | 78 18 10                       | 65 16 7                        | 71 13 5                        | 63 10 3                        | 62 9 2                         | 56 11 3                        | 48 13 5                        | 61 15 7                        | 64 16 8                        | 72 18 10                       |
| Temperaturas em °C • Precipitações em mmFonte: |                                |                                |                                |                                |                                |                                |                                |                                |                                |                                |                                |